# 龙岩民系
龙岩民系，亦称龙岩闽南人、龙岩人，是闽南民系的一个支系，主要分布在中国福建省龙岩市的新罗区和漳平市。
龙岩民系一说由厦门大学教授陈支平最早提出。根据他的观点，龙岩民系大约形成于清朝年间，为闽民系中形成最晚的一个民系。今日龙岩市的闽南语地区，原为漳州府辖下的龙岩县。雍正十二年（1734年），龙岩县升格为龙岩直隶州，在此后的一百多年内，龙岩的闽南人与畲族、客家人的交往和通婚，有相对独立的地理环境和语言文化特征，形成了独特的民系。
龙岩民系在语言及文化上都受到畲族文化和闽西客家文化的很大影响，与其他闽南地区形成差异，独具特色。龙岩的民间风尚及其人文性格主要体现在重农兼重工商、以及小地域集团观念强烈两方面。不过，龙岩民系一说尚未受到学界的广泛认同。龙岩的闽南语使用者仍旧认同闽南民系。